# Stolphål

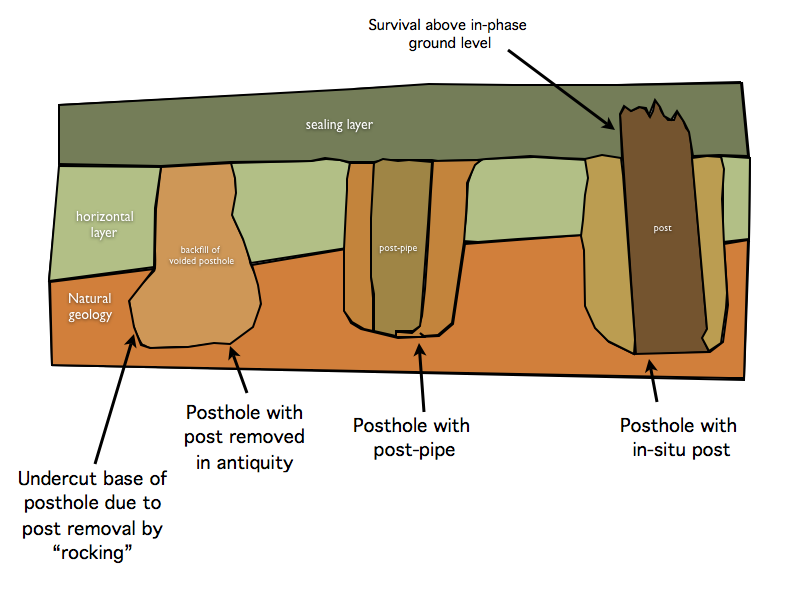
Olika typer av stolphål

Stolphål betyder i arkeologiska sammanhang spår efter stolpar. Det kan vara i form av mörkfärgad jord, ibland med träkolsinblandning som utgör rester av multnade eller brända stolpar till hyddor eller hus. När man har grävt ut ett så kallat stolphål, kan man fastställa storlek, art eller till och med lutning på huset.